# Romilly-sur-Andelle
Romilly-sur-Andelle är en kommun i departementet Eure i regionen Normandie i norra Frankrike. Kommunen ligger i kantonen Fleury-sur-Andelle som tillhör arrondissementet Les Andelys. År 2022 hade Romilly-sur-Andelle 3 227 invånare.

## Befolkningsutveckling
Antalet invånare i kommunen Romilly-sur-Andelle
Referens:INSEE